# Châteauneuf, Loire
Châteauneuf är en kommun i departementet Loire i regionen Auvergne-Rhône-Alpes i centrala Frankrike. Kommunen ligger i kantonen Rive-de-Gier som tillhör arrondissementet Saint-Étienne. År 2022 hade Châteauneuf 1 700 invånare.

## Befolkningsutveckling
Antalet invånare i kommunen Châteauneuf
| Referens: INSEE |